# Erlton-Ellisburg
Erlton-Ellisburg és una concentració de població designada pel cens dels Estats Units a l'estat de Nova Jersey. Segons el cens del 2000 tenia 8.168 habitants.

## Demografia
Segons el cens del 2000, Erlton-Ellisburg tenia 8.168 habitants, 3.517 habitatges, i 2.141 famílies. La densitat de població era de 1.695,5 habitants/km².
Dels 3.517 habitatges en un 24,3% hi vivien nens de menys de 18 anys, en un 47,5% hi vivien parelles casades, en un 9,6% dones solteres, i en un 39,1% no eren unitats familiars. En el 34,5% dels habitatges hi vivien persones soles el 16,7% de les quals corresponia a persones de 65 anys o més que vivien soles. El nombre mitjà de persones vivint en cada habitatge era de 2,26 i el nombre mitjà de persones que vivien en cada família era de 2,92.
Per edats la població es repartia de la següent manera: un 19,8% tenia menys de 18 anys, un 5,7% entre 18 i 24, un 29,6% entre 25 i 44, un 20,9% de 45 a 60 i un 24% 65 anys o més.
L'edat mediana era de 42 anys. Per cada 100 dones de 18 o més anys hi havia 79,8 homes.
La renda mediana per habitatge era de 47.953 $ i la renda mediana per família de 60.170 $. Els homes tenien una renda mediana de 47.438 $ mentre que les dones 33.096 $. La renda per capita de la població era de 25.357 $. Aproximadament el 3,5% de les famílies i el 5,4% de la població estaven per davall del llindar de pobresa.

## Poblacions més properes
El següent diagrama mostra les poblacions més properes.